# Tethyshadros
Tethyshadros insularis is een ornithischische dinosauriër, behorend tot de groep van de Euornithopoda die in het Laat-Krijt leefde in het gebied van het huidige Italië.

## Naamgeving
De soort is in 2009 benoemd en beschreven door de Italiaanse paleontoloog Fabio Marco Dalla Vecchia. De geslachtsnaam verbindt de naam van de Tethysoceaan met hadros, een verwijzing naar de Hadrosauroidea. De soortaanduiding betekent "van het eiland" in het Latijn. De correcte combinatie had eigenlijk "Tethyhadros" moeten opleveren. Dalla Vecchia had eerst de naam "Timavia adriatica" in gedachten, waarbij de geslachtsnaam zou hebben verwezen naar de ondergrondse rivier de Timavo.

## Fossiel materiaal
Zeven fossielen zijn gevonden in de provincie Trieste aan de grens bij Istrië, in de Villagio del Pescatore-vindplaats, in de Liburniaformatie, een kalksteenlaag uit het bovenste Campanien of onderste Maastrichtien, ongeveer 70 à 71 miljoen jaar oud. De eerste resten werden in de jaren tachtig aangetroffen door Alceo Tarlao en Giorgio Rimoli in een verlaten steengroeve bij de zee in het plaatsje Duino Aurisina. Er bleek een fossieldragende inclusie aanwezig te zijn van tien meter dikte en zeventig meter doorsnede, die zich in ongeveer tienduizend jaar moet hebben afgezet. In 1994 gingen opgravingen van start. Dat jaar werden op 25 april door geologiestudente Tiziana Brazzatti de handbeenderen van het belangrijkste fossiel ontdekt, het holotype SC 57021, bijgenaamd "Antonio". Het opgraafwerk en de preparatie werden eerst verricht door Stoneage, een commercieel bedrijf dat in fossielen handelt. Bij de eerste pogingen lukte het echter niet de grote skeletten intact te houden. In 1998 werd Dalla Vecchia bij het project betrokken als paleontoloog.

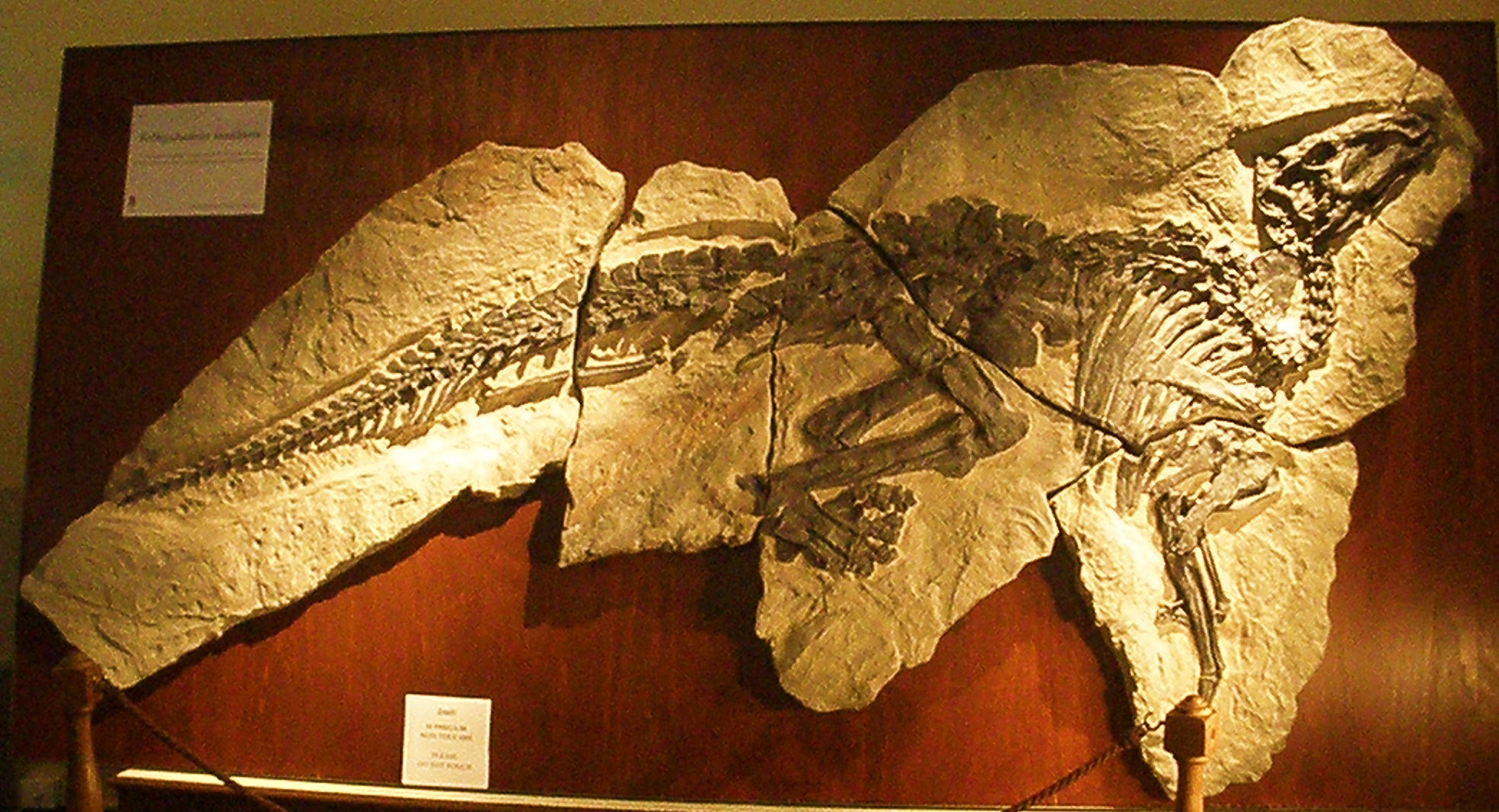
SC 57021

Het holotype werd helemaal uitgegraven en uitgezaagd in april 1999. Het is, hoewel platgedrukt, verder uitstekend geconserveerd, ligt op zijn linkerzijde perfect in verband en is voor 95% compleet. Verticaal in de rotswand liggend moesten de fossielen vrijgelegd worden door in totaal driehonderd kubieke meter bovenliggend gesteente te verwijderen. Antonio zelf ligt op zes blokken met een volume van twee kubieke meter en een gewicht van vijf ton. In het laboratorium werd het tot december 2000 tijdens 2800 bewerkingsuren verder geprepareerd door er mierenzuur over te sproeien dat het omvattende gesteente wegetste. Tijdens het bergen is het skelet licht beschadigd geraakt; sommige zichtbare delen zijn reconstructies in kunsthars.

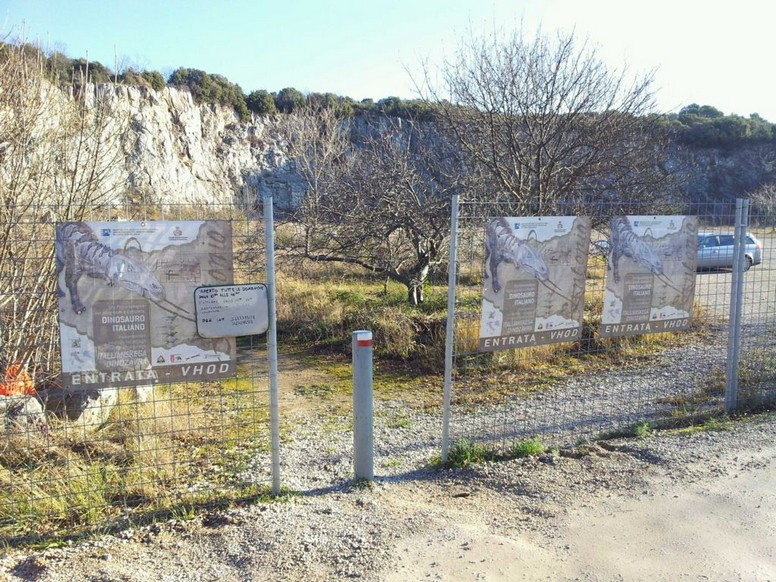
De vindplaats

Ondanks de hoge kosten van het bergen, de uitzonderlijke kwaliteit en het gegeven dat dit pas de tweede dinosauriërsoort is die ooit uit Italië is beschreven, na Scipionyx, was Dalla Vecchia gedwongen in 2005 het geld voor het schrijven en de publicatie van het artikel ten dele bij collegapaleontologen bij elkaar te bedelen; de Italiaanse overheid wilde niet bijspringen omdat hij in Spanje was gaan werken bij het Institut Català de Paleontologia en de Universitat Autònoma de Barcelona; de opdracht de dinosauriër te beschrijven was eerst aan anderen toebedacht. Het holotype en de overige zes specimina bevinden zich in het Museo Civico di Storia Naturale di Trieste, maar zijn eigendom van de Italiaanse staat; "SC" staat voor State Collection waartoe ze sinds 1999 formeel behoren.
De andere fossielen, de paratypen, zijn: SC 57022, voorste ledematen die mogelijk verbonden zijn aan een meer compleet skelet dat nog niet geborgen is; SC 57023, een linkerschaambeen; SC 57025, een halswervel met nekrib; SC 57026, een schedel met onderkaken en delen van de rest van het skelet; SC 57247, een vermoedelijk tweede volledig skelet dat echter tijdens het onoordeelkundig bergen uit elkaar gevallen is en SC 57026, een rib. In 2019 werd SC 57247 alsnog gerestaureerd en kreeg de bijnaam "Bruno". Dalla Vecchia kreeg toen nog steeds geen toegang tot het fossiel: hij was gedwongen het te bestuderen in een vitrine in het kasteel van Duino waar het in de winter van 2019-2020 tentoongesteld werd. Dit exemplaar bleek duidelijk robuuster, wellicht een uitdrukking van seksuele dimorfie of individuele variatie.
In 2020 werd de staart meer in detail beschreven. In 2021 werd "Bruno" in detail beschreven. Daarbij werd een leeftijd van de vindplaats aangegeven van tussen de 81,5 en 80 miljoen jaar.

## Beschrijving

### Grootte en onderscheidende kenmerken

Groottevergelijking met een mens

Tethyhadros was een erg kleine soort, volgens Dalla Vecchia een dwergvorm ontstaan door het beperkte voedselaanbod op het eiland in de Thethyszee waarop het leefde, het 100.000 km² grote Adriatisch-Dinarische Eiland. De lengte van het holotype was maar vier meter, de heuphoogte 1,3 meter en het gewicht zo'n 350 kilogram. Uit de botopbouw valt een leeftijd van vijf à zes jaar af te leiden; hoewel nog niet helemaal volgroeid was dit individu dus geen juveniel dier en het kleine formaat is niet simpelweg het gevolg van de leeftijd. De andere skeletten wijzen op een iets ruimere afmetingen. In 2021 werd gesteld dat het holotype een onvolgroeid dier was en "Bruno" de volwassen grootte vertegenwoordigde welke 15% tot 20% langer was dan "Antonio" waarvan het gewicht geschat werd op 338 kilogram.

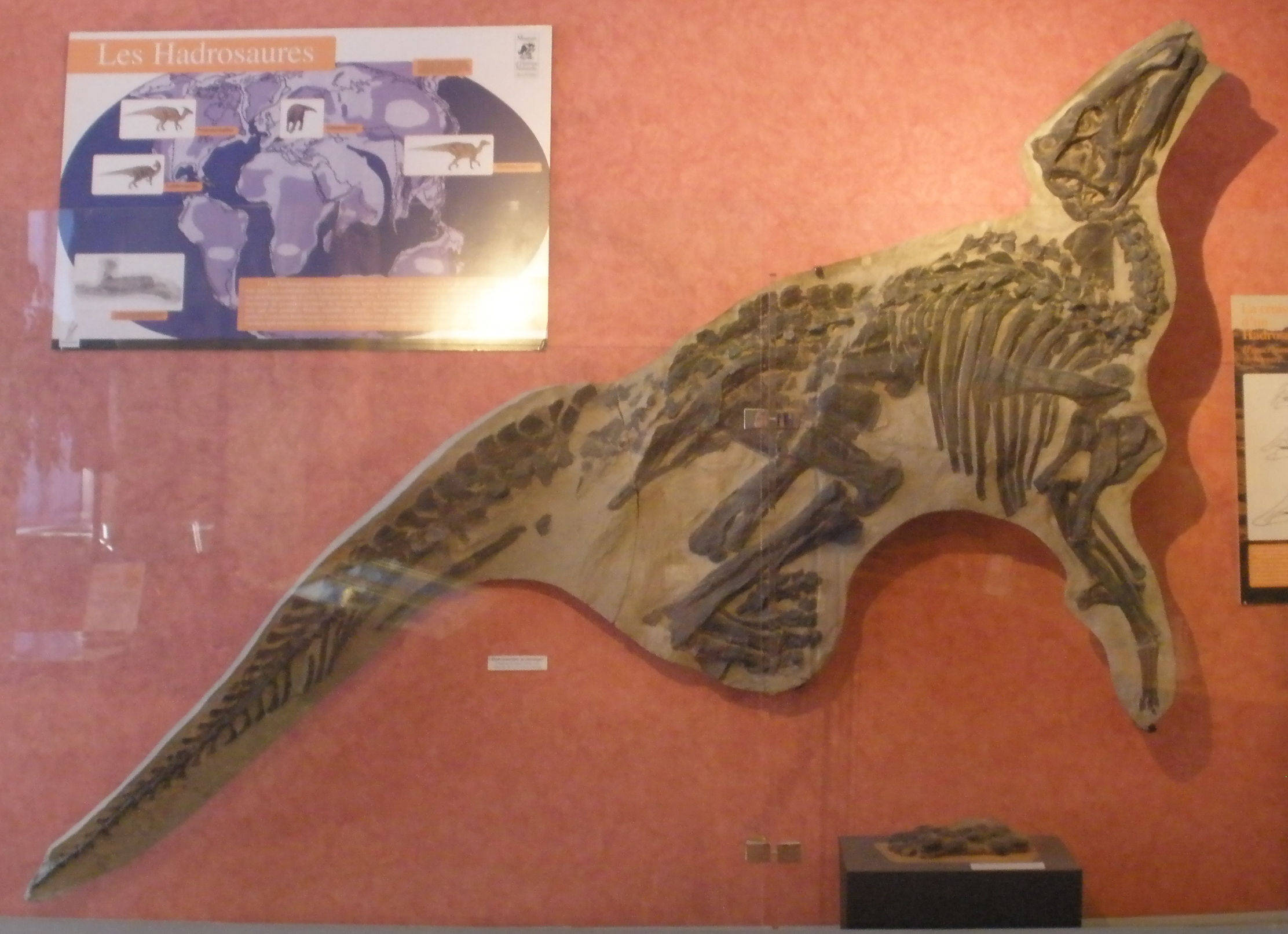
Een afgietsel van "Antonio"

Verdere eigenaardigheden van de soort omvatten: een zeer groot onderste slaapvenster, de reductie van de vingers van vier tot drie, een scheenbeen dat langer is dan het dijbeen en het ontbreken van verstijvende verbeende pezen aan het eind van de staart. Deze laatste drie kenmerken, gecombineerd met relatief lange achterpoten, zijn verklaard als aanpassingen aan een rennende levenswijze op twee poten. Dalla Vecchia dacht eerst dat het om een vrouwelijk exemplaar ging, een "Antonia" vanwege de verkorte en naar boven gedraaide chevrons aan vijf wervels van de staartbasis, maar verwierp deze theorie later omdat niet langer gedacht wordt dat dit een goede aanwijzing is voor de sekse. Vroeger werd aangenomen dat hiermee extra ruimte geschapen werd voor het leggen van eieren, tegenwoordig dat het een individuele variatie betreft.
In 2021 werden twee autapomorfieën gegeven, unieke afgeleide eigenschappen. De wervellichamen van de voorste staartwervels zijn langerdan hoog, behalve bij de derde en vierde wervel. De overgang naar de achterste staart, met langwerpige en cilindervormige wervels, vindt halverwege de staart plaats, tussen de 23e en 33e wervel.

### Skelet

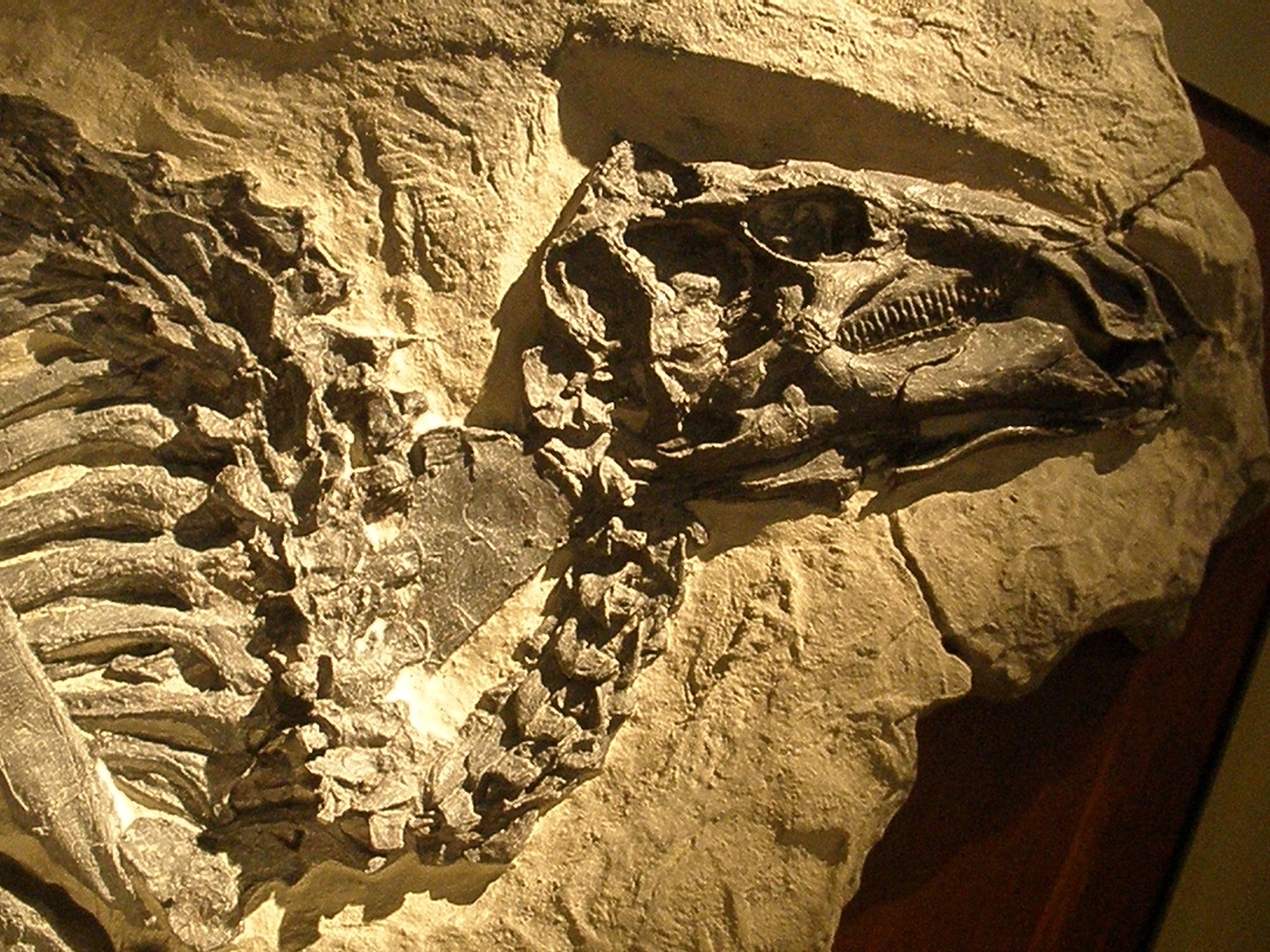
De schedel

De schedel is met een lengte van 475 en hoogte van 185 millimeter relatief groot en langgerekt. De bek toont niet de typische verbreding van de Hadrosaurinae maar blijft U-vormig. De premaxillae dragen vooraan tandvormige uitsteeksels, die ongewoon lang zijn en sterk naar voren buigen. De maxilla draagt vermoedelijk 31 tandposities; het feitelijke aantal tanden was steeds veel groter omdat zich permanent van onderen nieuwe tanden vormden, terwijl de oude van boven afsleten, zodat een zogenaamde "tandbatterij" gevormd werd. Het aantal vervangingstanden dat al aangemaakt was, bleef kennelijk steeds beperkt tot twee. De wandbeenderen dragen bovenop twee kleine lage kammen. De onderkaken zijn vrij slank gebouwd met een lengte van 39 centimeter. Het aantal tandposities in het dentarium bedraagt vermoedelijk 27. De tanden in de onderkaken waren wat groter.
De nek is kort en sterk naar boven gebogen. De elf halswervels hebben vrij lage doornuitsteeksels. In bouw gaan de halswervels geleidelijk over in de zestien ruggenwervels; de voorste dertien daarvan dragen ribben, waarvan de langste een lengte heeft van 51 centimeter. Er zijn naar schatting acht sacrale wervels. Het uiteinde van de staart ontbreekt; het bewaarde gedeelte heeft een lengte van 165 centimeter en bestaat uit 33 wervels. De voorste twintig zijn verstijfd door verbeende pezen. In 2020 stelde Dalla Vecchia dat een hiaat in de staartbasis van het holotype oorspronkelijk helemaal door de wervelkolom was opgevuld in plaats van het resultaat te zijn van een verschuiving. Dat zou de staartlengte op 254 centimeter brengen, wat een zeer lange staart impliceert, 56% van de totale lichaamslengte
De afstand tussen het schoudergewricht en het heupgewricht bedraagt 84 centimeter. De voorpoten hebben 59% van de lengte van de achterpoten. Het schouderblad is 353 millimeter lang. De arm is in zijn geheel elegant gebouwd. Het opperarmbeen is rechts respectievelijk links 287/297 millimeter lang, de ellepijp 290/280, het spaakbeen 280/274 millimeter. De pols is tot een enkel bot gereduceerd. Zowel het eerste als het vijfde middenhandsbeen zijn volledig verloren gegaan. De formule voor de vingerkootjes is x-3-3-2-x; de vierde vinger heeft aldus een kootje minder dan normaal is voor de hadrosauroïden; het uiterste is totaal gereduceerd. De vingers zijn kort en breed; bij het lopen op vier poten raakten vermoedelijk alleen de nagels de grond, wellicht door bindweefsel verbonden in een enkele hoefvormige structuur.

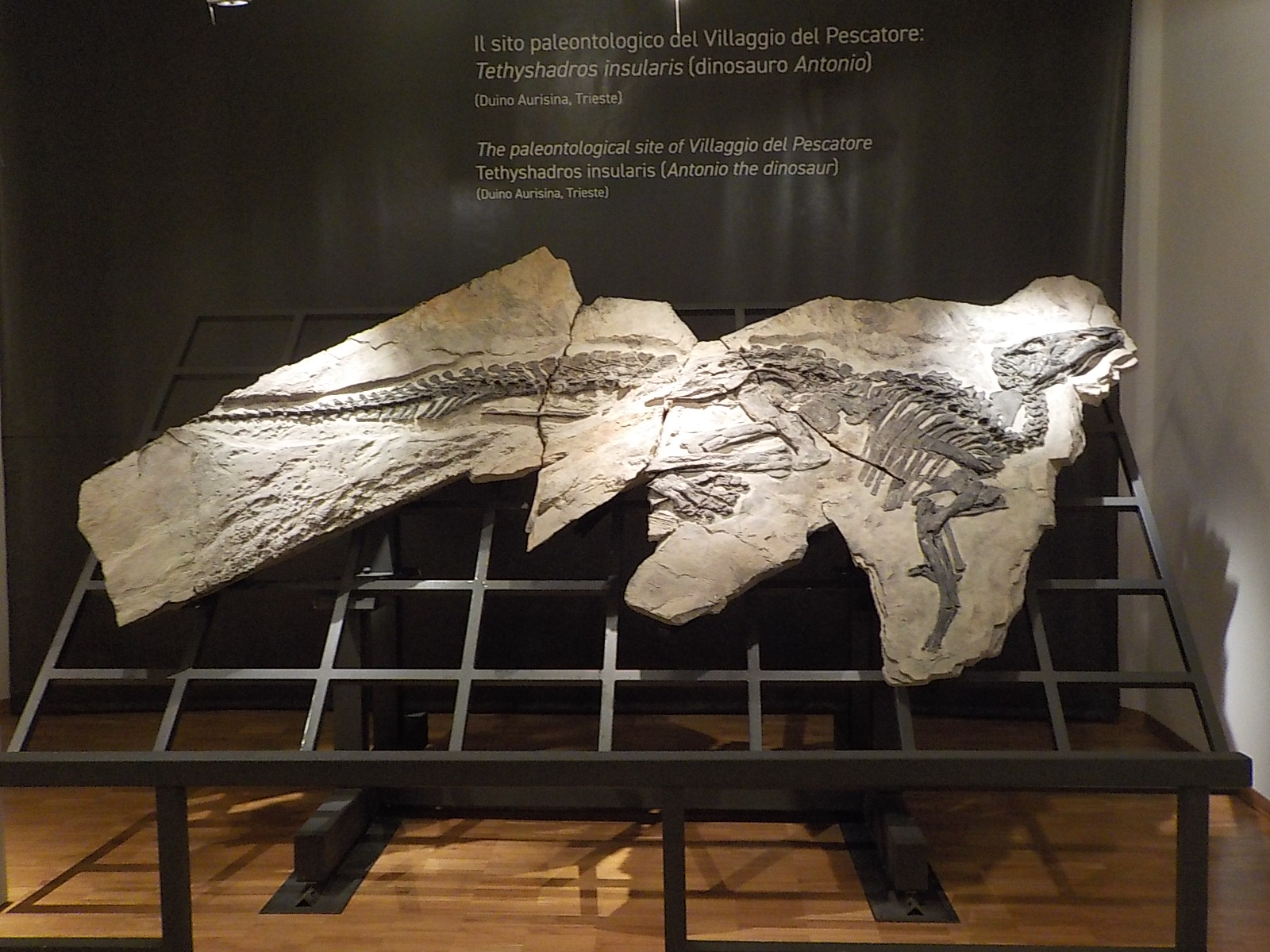
De breuk in de staart is moeilijk te interpreteren

Het darmbeen is laag (55-60 millimeter) en lang (minstens 506 millimeter). Boven het heupgewricht bevindt zich een groot overhangend uitsteeksel, net als bij de Hadrosauridae, maar de bovenrand is net als bij basale Hadrosauroidea vrij recht in plaats van hol. De zitbeenderen zijn, indien geen verschuiving in de wervelkolom aangenomen wordt, uniek lang voor de Hadrosauroidea en eindigen achteraan in een stompe punt in plaats van te verbreden, ook weer een uniek kenmerk. Door de grote lengte is er achter de cloaca maar een vrij kort stuk staart; boven het zitbeen missen zes staartwervels de chevrons, wellicht een aanpassing voor de aanhechting van extra zware retractorspieren, de caudofemorales die mede het dijbeen aandreven. Dit dijbeen is krachtig gebouwd en tamelijk recht. Het is met een lengte van 42 centimeter korter dan het slanke scheenbeen dat 55 centimeter lang is. Het kuitbeen is iets korter, veel dunner, en naar buiten toe wat om de schacht van het scheenbeen gedraaid. Het tweede tot en met vierde middenvoetsbeen hebben een respectievelijke lengte van 160, 193 en 153 millimeter. De formule van de teenkootjes is x-3-4-5-x. De tenen zijn robuust gebouwd met korte en stevige klauwen.

## Fylogenie
Dalla Vecchia plaatste Tethyshadros, na eerst nog gedacht te hebben dat de soort wegens het ontbreken van een schedelkam tot de Hadrosaurinae behoorde, in de Hadrosauroidea. Hij toont daarbinnen een mengeling van basale en afgeleide eigenschappen. De basale eigenschappen omvatten onder andere de lange schedelvorm, de korte nek, het lage aantal vervangingstanden en het lage aantal sacrale wervels. Afgeleid en overeenkomend met de toestand bij de Hadrosauridae daarentegen zijn de U-bocht in de nek, het dichtgegroeid zijn van de fenestra antorbitalis en de vorm van het darmbeen en de vingers. Een exacte kladistische analyse toonde aan dat de soort het nauwst verwant was aan de Roemeense Telmatosaurus en aan de Hadrosauridae sensu Sereno (de Euhadrosauria sensu Horner), waarbij de kans het grootst was dat hij de zusterklade vormde van die laatste groep. Hij zou dus belangrijke informatie geven over de oorsprong van de Hadrosauridae. De stamboom kan, als we de vraag in het midden laten of Tethyshadros het nauwst aan Telmatosaurus of de Hadrosauridae verwant was, weergegeven worden in het volgende kladogram:
|               | Telmatosaurus                                                    |
|               |                                                                  |
|               | Tethyshadros                                                     |
|               |                                                                  |
| Hadrosauridae | \| \| Hadrosaurinae \| \| \| \| \| \| Lambeosaurinae \| \| \| \| |
|               | \| \| Hadrosaurinae \| \| \| \| \| \| Lambeosaurinae \| \| \| \| |
|               | Hadrosaurinae                                                    |
|               |                                                                  |
|               | Lambeosaurinae                                                   |
|               |                                                                  |

|  | Hadrosaurinae  |
|  |                |
|  | Lambeosaurinae |
|  |                |

|               | Telmatosaurus                                                    |
|               |                                                                  |
|               | Tethyshadros                                                     |
|               |                                                                  |
| Hadrosauridae | \| \| Hadrosaurinae \| \| \| \| \| \| Lambeosaurinae \| \| \| \| |
|               | \| \| Hadrosaurinae \| \| \| \| \| \| Lambeosaurinae \| \| \| \| |
|               | Hadrosaurinae                                                    |
|               |                                                                  |
|               | Lambeosaurinae                                                   |
|               |                                                                  |

|  | Hadrosaurinae  |
|  |                |
|  | Lambeosaurinae |
|  |                |

|               | Telmatosaurus                                                    |
|               |                                                                  |
|               | Tethyshadros                                                     |
|               |                                                                  |
| Hadrosauridae | \| \| Hadrosaurinae \| \| \| \| \| \| Lambeosaurinae \| \| \| \| |
|               | \| \| Hadrosaurinae \| \| \| \| \| \| Lambeosaurinae \| \| \| \| |
|               | Hadrosaurinae                                                    |
|               |                                                                  |
|               | Lambeosaurinae                                                   |
|               |                                                                  |

|  | Hadrosaurinae  |
|  |                |
|  | Lambeosaurinae |
|  |                |

|               | Telmatosaurus                                                    |
|               |                                                                  |
|               | Tethyshadros                                                     |
|               |                                                                  |
| Hadrosauridae | \| \| Hadrosaurinae \| \| \| \| \| \| Lambeosaurinae \| \| \| \| |
|               | \| \| Hadrosaurinae \| \| \| \| \| \| Lambeosaurinae \| \| \| \| |
|               | Hadrosaurinae                                                    |
|               |                                                                  |
|               | Lambeosaurinae                                                   |
|               |                                                                  |

|  | Hadrosaurinae  |
|  |                |
|  | Lambeosaurinae |
|  |                |

De verwantschap met de Roemeense vorm, ook al op een eiland levend, terwijl de iets ruimere verwanten vertegenwoordigd worden door de Aziatische Bactrosaurus, Gilmoreosaurus en Tanius, zou een aanwijzing zijn dat dergelijke soorten zich tijdens het late Campanien van eiland tot eiland verplaatsend vanuit Azië over de toenmalige Europese Archipel hadden verspreid en niet uit Noord-Amerika afkomstig zijn, zoals wel verondersteld. Basale Hadrosauroidea zijn uit deze periode niet uit Noord-Amerika bekend, alleen de afgeleide hadrosauriden. Ook verwerpt Dalla Vecchia de gedachte dat het oude geïsoleerd geraakte nakomelingen betreft van vroege Europese hadrosauroïden uit het Onder-Krijt: het Adriatische Eiland moet tijdens het Turonien helemaal onder water hebben gestaan en, als we af mogen gaan op de vondsten, breidden dergelijke vormen tijdens het Maastrichtien hun verspreidingsgebied juist uit.
In 2021 werd gesteld dat Tethyshadros, als de lengte van "Bruno" wordt aangehouden, binnen de variatiebreedte van Europese hadrosauroïden valt en dus niet als een dwergvorm mag gelden. Wel werd Telmatosaurus als zustersoort gevonden.

## Levenswijze
Tethyshadros was een planteneter. Zijn smalle schedel is een aanwijzing dat hij vrij selectief at en zich beperkte tot voedsel van hoge kwaliteit. Het Adriatisch-Dinarische Eiland was een carbonaatplatform dat in de tijd dat Tethyshadros leefde opgestuwd was zodat het boven de zeespiegel uitkwam. Vermoedelijk bestond het voornamelijk uit langgerekte stroken land, begroeid met Cunninghamites, een boom uit de Araucariafamilie, naast warme lagunes; in de afzettingen van een zo'n lagune zijn de resten gevonden. Daarin werden ook botten aangetroffen van schildpadden en van de alligatoride Acynodon. Hoewel in een lagune aangetroffen, voedde Tethyshadros zich vermoedelijk niet voornamelijk met moerasplanten. Hij had geen speciale aanpassingen om te zwemmen en zijn tanden waren geschikt om veel ruwer materiaal te verwerken dan zachte waterplanten. Zijn gespecialiseerde voorpoten, zonder opponeerbare duim, maakten het ook onmogelijk boomtakken te grijpen. Volgens Dalla Vecchia graasde het dier kruiden op de grond (gras in moderne zin bestond nog niet) of at van lage struiken terwijl het op de ruwe kalkrotsen klauterde, als een "mesozoïsche geit". De beperkte hoeveelheden voedsel zouden de dwergvorming veroorzaakt hebben, die we ook kennen van andere Europese dinosauriërs uit het Krijt zoals Europasaurus, Hungarosaurus en Telmatosaurus. Tethyshadros had maar 10% van de omvang van een gemiddelde hadrosauriër. Resten van sauropoden zijn in het laatste Krijt niet meer op het eiland aangetroffen en Tethyshadros was er wellicht de grootste planteneter; in dat geval was de dwergvorming des te opmerkelijker.
Wel zijn de tanden van Theropoda, roofsauriërs, aangetroffen. Het is niet bekend tot welke soort die behoorden maar kennelijk waren er dus gevaarlijke landroofdieren. Dalla Vecchia ziet de evolutie van een rennende levenswijze als een aanpassing om gezien het kleine formaat in snelheid een verdediging tegen predatie te vinden. Als hij werd aangevallen, probeerde Tethyshadros zich dus niet te verdedigen — waarvoor hij ook geen duimklauwen meer had — maar zocht zijn heil in de vlucht.
De lange zitbeenderen wezen volgens de studie uit 2020 op een verlenging van cloaca of de dikke darm. Dit zou een aanpassing geweest kunnen zijn om effectiever water te onttrekken aan de afvalstoffen, waarbij de grotere omvang als een opslag zou kunnen dienen voor de urine. Daarbij moet bedacht worden dat die bij reptielen typisch niet in vloeibare vorm wordt uitgescheiden en het water vrijwel volledig geabsorbeerd wordt. Op de een of andere manier zou de opslag dan een soort reservoir hebben opgeleverd om beter het droge klimaat te overleven. De verlenging zou volgens de studie echter ook hebben kunnen dienen voor een vergroting van de geslachtsorganen of de eileiders, met mogelijkerwijs een groter legsel tot gevolg.
Over het sociale gedrag van Tethyshadros kan weinig met zekerheid gezegd worden. De vondst van meerdere exemplaren bij elkaar mag niet geïnterpreteerd worden als een aanwijzing dat de soort in kudden leefde; de dieren zijn niet gelijktijdig omgekomen. De kleine schedelkammen wijzen op een mate van sociale interactie want ze hadden, wellicht felgekleurd, ongetwijfeld een signaalfunctie. Of ze typisch waren voor een bepaalde sekse, is weer niet bekend.